# Rabdit
Rabdit – charakterystyczny dla wirków z gromady Rhabditophora ziarnisty twór w kształcie drobnej pałeczki. Rabdity występują w komórkach nabłonkowych i parenchymie, pełnią funkcję ochronną, ponieważ z chwilą wyrzutu w kontakcie z wodą gwałtownie pęcznieją i śluzowacieją, krępując ruchy potencjalnego napastnika. Są też wykorzystywane do ataku.